# Copidognathus tectirostris
Copidognathus tectirostris är en kvalsterart som beskrevs av Bartsch 1979. Copidognathus tectirostris ingår i släktet Copidognathus och familjen Halacaridae. Arten är reproducerande i Sverige. Inga underarter finns listade i Catalogue of Life.